# منطقه عفرین
منطقه عفرین (عربی: منطقة عفرين، آوانگاری: منطقه (تقسیمات اداری) Afrīn; کردی: Efrîn) نام شهرستانی در استان حلب در شمال کشور سوریه است. مرکز این شهرستان، شهر عفرین است. طبق سرشماری سال ۲۰۰۴، این منطقه ۱۷۲٬۰۹۵ نفر جمعیت دارد.